# Кеньша (деревня)
Кеньша — деревня в составе Черёмушкинского сельского поселения Инзенского района Ульяновской области. 

## География
Находится у реки Кеньша на расстоянии примерно 21 километр на юг-юго-восток по прямой от районного центра города Инза. 

## История
В конце советского периода работало отделение  совхоза «Залесный».

## Население
Население составляло 12 человек в 2002 году (русские 100%), 5 по переписи 2010 года.